# Иранская научная ассоциация ковроделия
Иранская научная ассоциация ковроделия (перс. انجمن علمی فرش ایران‎) — одно из научных обществ Ирана.

## История
Необходимость в подобного рода научном учреждении всерьёз была осознана на первой национальной выставке «Ковёр в системе высшего образования», состоявшейся в Кашанском университете в сентябре-октябре 2000 г. В этой выставке принимали участие все университеты, профильные учреждения высшего образования и министерства, а также большое число исследователей, авторов и ковроделов со всей страны. После продолжительной переписки Комиссия по научным ассоциациям при Министерстве науки, исследований и технологий на заседании 13 мая 2002 г. утвердила создание Иранской научной ассоциации ковроделия.

## Специализированные группы Ассоциации
1. Реставрации

2. Экономики и управления

3. Истории и культуры

4. Дизайна

5. Технологии окраски

6. Социологии и этнографии

7. Структуры ткани

## Задачи специализированных групп Ассоциации
— сохранение опыта предшествующих поколений и возрождение ценного самобытного культурного наследия

— содействие качественному улучшению практических навыков, а также исследовательской и образовательной деятельности в области ковроделия

— создание необходимого русла для сотрудничества между мастерами-ковроделами, производителями, исследователями и профильными органами

— использование в системе ковроделия страны новейших отечественных и зарубежных научных достижений

## Избранные обязанности специализированных групп Ассоциации
— выявление и поощрение учёных и всех увлекающихся научной деятельностью в различных специализированных отраслях ковроделия

— создание специализированного банка данных

— участие в организации тематических конференций, семинаров, лекций и выставок

— планирование и проведение краткосрочных и долгосрочных специализированных образовательных курсов

— подготовка книг, учебных пособий и образовательных компьютерных программ

— разработка необходимых стандартов в области ковроделия

Желая предоставить в распоряжение исследователей и работников ковроткаческой промышленности надёжный научный эталон, Ассоциация начала работу по составлению Энциклопедии ковроделия, основными тематическими направлениями которой являются: дизайн, орнамент, эстетика, технология ковроделия, сырьё, окраска, управление, экономика и торговля, культура, социология, история, география и стилистика.

Иранская научная ассоциация ковроделия начала выпуск ежеквартального научного издания «Гольджам», посвящённого производству ковров ручной работы. В этом журнале публикуются результаты исследований, научного осмысления практического опыта и разработок в области ковроделия, особенно по вопросам дизайна и орнамента, подготовки красок и окрашивания, структуры ткани, реставрации, сырья, экономики и торговли, управления, истории и культуры, социологии и этнографии.

Адрес: Тегеран, пр. Карим-хана Занда, начало пр. Абан-е шемали, здание университета им. Алламы Табатабаи, 3 эт., пом. 218, Иранская научная ассоциация ковроделия.

Телефон / факс: 02181032000 / 02181032229

E-mail:anjoman@icsa.ir